# Muricopsis (Muricopsis) annobonensis
Muricopsis (Muricopsis) annobonensis is een slakkensoort uit de familie van de Muricidae. De wetenschappelijke naam van de soort is voor het eerst geldig gepubliceerd in 2001 door Houart & Rolán.